# Alfredo Traversoni
Alfredo Traversoni (castellà: Alfredo Traversoni Schinca)  (Montevideo, 6 d'abril de 1923 - 20 de maig de 1994) va ser un historiador, escriptor i polític uruguaià pertanyent al Partit Colorado.

## Biografia
Va cursar estudis a la Facultat de Dret i Ciències Socials, sense arribar a rebre's d'advocat. Amb 23 anys va iniciar la seva tasca docent com a professor d'història a liceus; ràpidament va començar a augmentar el seu prestigi, arribant a inspector general.
La dictadura li prohibeix exercir la docència el 1973, passant a l'ostracisme. Però anys més endavant, el 1980, comença a escriure a les pàgines del setmanari colorado Opinar. A les eleccions internes de 1982 és electe convencional.
A les eleccions de 1984 va integrar la llista al Senat pel Batllisme en caràcter de suplent; en resultar electe vicepresident el Dr. Enrique Tarigo Vázquez, Traversoni va assumir l'escó, que va ocupar durant tot el període 1985-1990.
El 1995 va assistir com a delegat d'Uruguai a l'Assemblea General de les Nacions Unides i de la UNESCO.

## Selecció de publicacions
- España y el reconocimiento de la independencia del Uruguay. 1953
- La Independencia y el Estado Oriental. En: Enciclopedia Uruguaya, nº 16, dirigida per Ángel Rama. 1968
- La revolución francesa y el imperio. 1972
- La Banda Oriental (amb María Cristina Kampf). 1976
- Historia del Uruguay, siglo XX (amb Diosma Piotti). 1993